# Uictli
El uictli (náhuatl), uiccuáuitl o coa (taíno) es un tipo de azada en forma de palo aguzado o con una pala estrecha plana y afilada, siendo esta de madera, de cobre o bronce, la cual era empleada por las civilizaciones de la América prehispánica. Su empleo es significativo en varias regiones rurales de México y Centroamérica. Su uso fue por primera vez documentado por Bernardino de Sahagún en su obra Historia general de las cosas de Nueva España donde narra su uso y sus materiales.

Hay en esta tierra también madroños o madroñeras. Llámanlos tomázquitl. Hay unos robles en esta tierra. La corteza es gruesa como un dedo o como dos dedos. Usan de ella para teñir y para cordir los cueros. Y también unos robles o carrascos muy recios de que hacen coas, que los llaman uiccuáuitl. Nacen en las peñas y en los riscos.
 Fray Bernardino de Sahagún, Historia General de las cosas de Nueva España, Vol XI Párrafo tercero: de los árboles silvestres medianos

También con éstos se ordenan los que venden papel que se hace de cortezas de árboles, e incienso blanco, y goma negra que se llama ulli, y cal, y navajas, y leña para quemar, y maderos para techar las casas, unos cuadrados, otros rollizos, y tablas y pandillas, que son tablas delgadas, y coas y palancas, y palas y remos, y varales y tomizas, y nenquén y cuero labrado, y cotaras, y hachas de cobre para cortar maderos, y punzones y escoplos, y otras herramientas para labrar madera.
 Fray Bernardino de Sahagún, Historia general de las cosas de Nueva España, Vol VIII Cap. XIX: De la orden que había en el Tianquéz (tianguis)

## Variedades
Para la siembra en los cultivos mesoamericanos se tenían diversas formas y tamaños de uictlis, uitzcli o palo o bastón sembrador con la punta afilada y endurecida al fuego; uictli o coa de hoja usada para irrigación; uictli o coa de hoja usada para la siembra, y más pequeña que la anterior; uictli axoquen o coa con mango zoomorfo, con hoja similar a la de la pala recta moderna y el mango relativamente pequeño; uictli o coa de pié, con la hoja más pequeña que las otras, en forma de triángulo donde la base se utilizaba como zona de presión conpié del agricultor.

## Uso actual
Las condiciones físicas del terreno, socioeconómicas y culturales de más del 85 % de las zonas cultivables en México no permiten el uso de maquinaria moderna, por lo que el uictli se sigue utilizando en algunas zonas rurales. La variedad más ampliamente usada actualmente es la del jimador, la cual se utiliza para la manufactura del tequila. Ahora utiliza una pala de acero en sustitución de la de bronce ya que el acero se trajo durante la colonia.

## Colección del Museo Regional de Guadalajara
El Museo Regional de Guadalajara en el estado de Jalisco en México, tiene una de las colecciones más amplias de objetos metálicos del Imperio Purépecha. Tiene alrededor de 3200 artefactos que provienen de los estados de Jalisco, Michoacán, Colima y Nayarit. Esta colección fue coleccionada por parte de Federico Solórzano.
| Artefacto                 | Cantidad | Porcentaje |
| ------------------------- | -------- | ---------- |
| Campanillas               | 1934     | 60.5       |
| Anillos Abiertos          | 685      | 21.4       |
| Hachas decorativas/moneda | 186      | 5.8        |
| Placas ornamentales       | 136      | 4.3        |
| Agujas                    | 87       | 2.7        |
| Hachas                    | 41       | 1.3        |
| Pinzas                    | 42       | 1.3        |
| Punzones                  | 23       | <1         |
| Campanas decorativas      | 22       | <1         |
| Pins                      | 17       | <1         |
| Anzuelos                  | 14       | <1         |
| Abalorios                 | 9        | <1         |
| Uictlis (Coas) o Azadas   | 3        | <1         |

## Propiedades Metalúrgicas
Las herramientas mesoamericanas eran hechas principalmente de bronce en el periodo Postclásico, con valores muy altos de dureza Vickers (VHN) con valores entre 130 y 297 VHN para las aleaciones de bronce. Solamente las herramientas del Preclásico, que eran más antiguas y primitivas su valor variaba entre 80-135 VHN.
El uso de la metalurgia en el oeste de México por medio de la vía marítima durante el periodo Clásico, dado que la mayoría de los objetos encontrados han sido encontrados cerca de la costa.
Esta tecnología parece ser que fue importada por medio de la Liga de Mercantes, la cual comercializaba objetos tan al sur como Ecuador y tan al norte como Culiacán, México. Los objetos de Ecuador y del oeste de México muestran que estos artefactos fueron encontrados en contextos arqueológicos análogos, comparten composición química y técnicas de manufactura idénticas y sus diseños son muy similares.
El tamaño de grano de la aleación metálica es variable a lo largo del objeto, mostrando un trabajo en frío intensivo por martilleo en sus filos. Este tratamiento de trabajo en frío incrementa la dureza de la pala de bronce en esta parte importante, dejando el resto de la estructura más suave de manera que pueda resistir los impactos de su uso cotidiano.
| Material              | Valor   |
| --------------------- | ------- |
| Bronce Cu-Sn          | 274HV   |
| Bronce Cu-As-Sn       | 297HV   |
| Bronce Cu-As          | 195HV   |
| Acero inoxidable 347L | 180HV   |
| Hierro                | 30–80HV |

## Galería

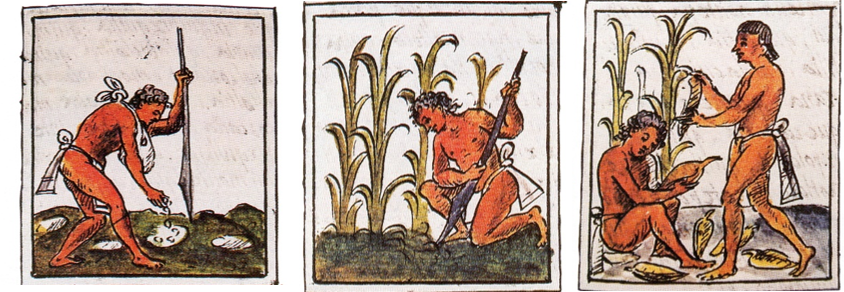
Cultivo del maíz por medio de sistemas intesivos. Siembra en cajete y escarda. Uictli de hoja. Códice Florentino libro IV f.72
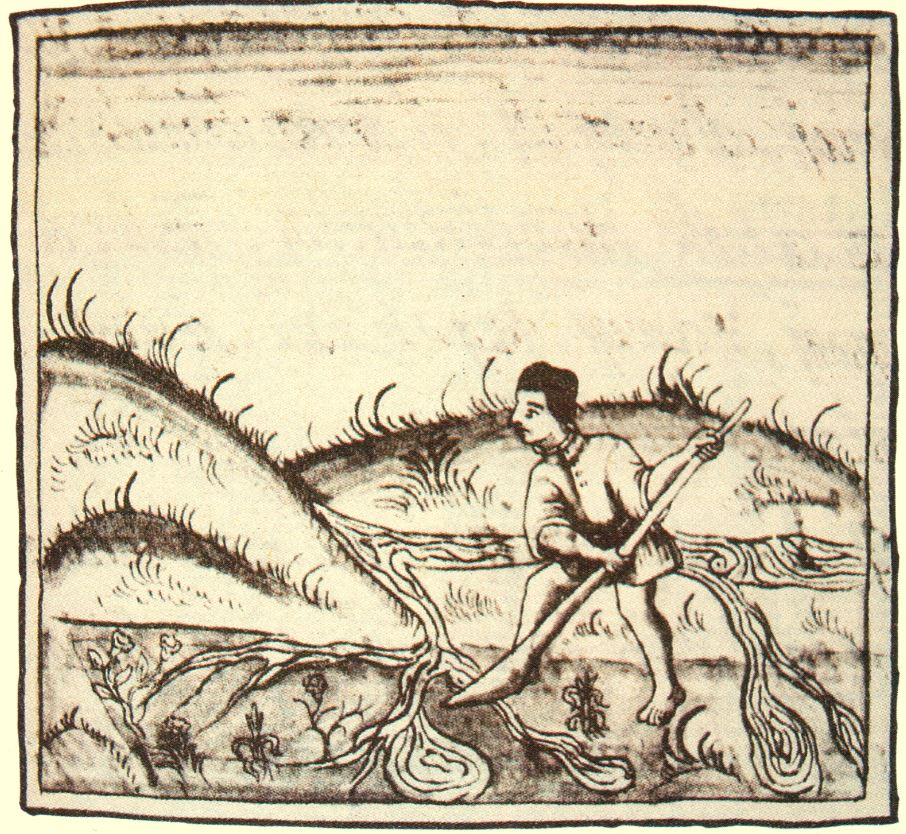
Irrigación con azuda del uictli de hoja. Códice Florentino libro XI f.228
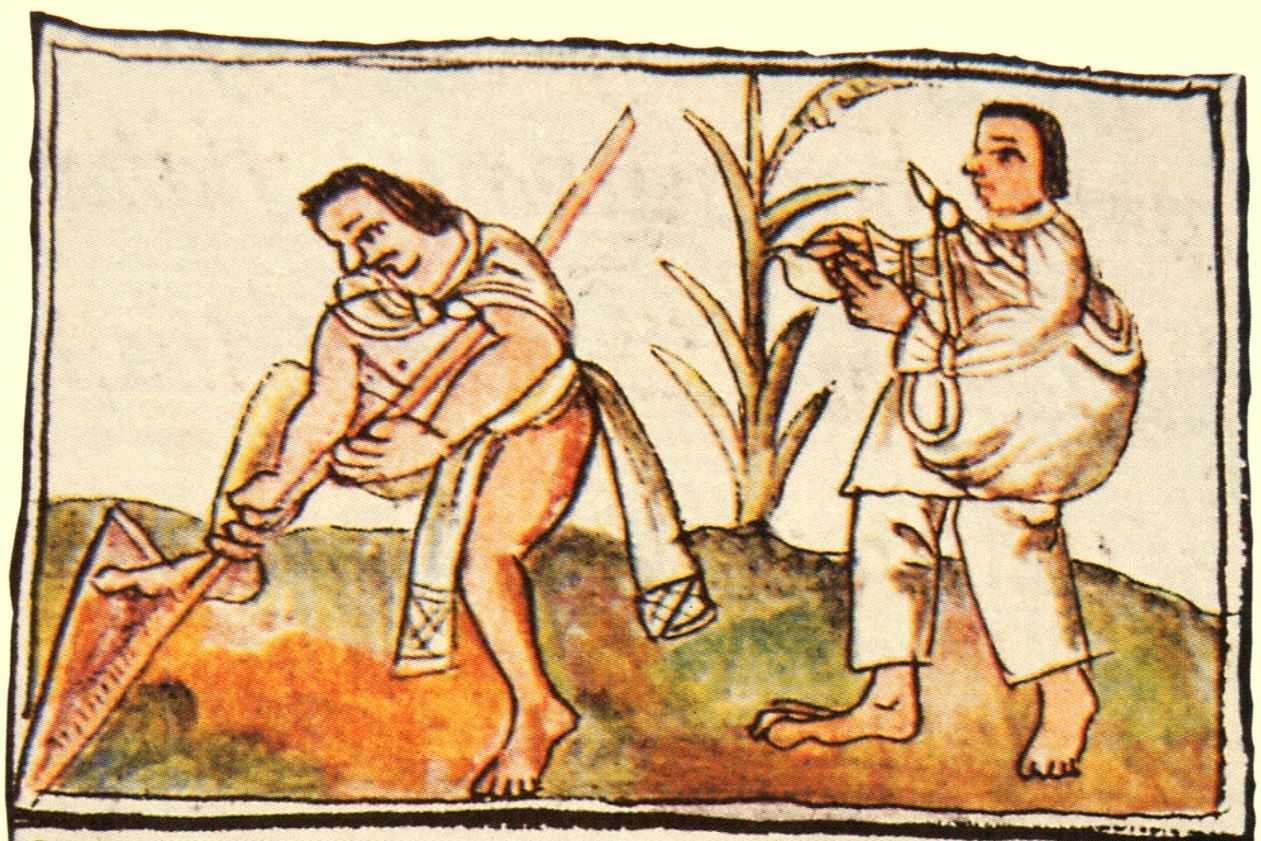
El buen labrador con su uictli. Cosecha manual. Códice Florentino libro X f.28.
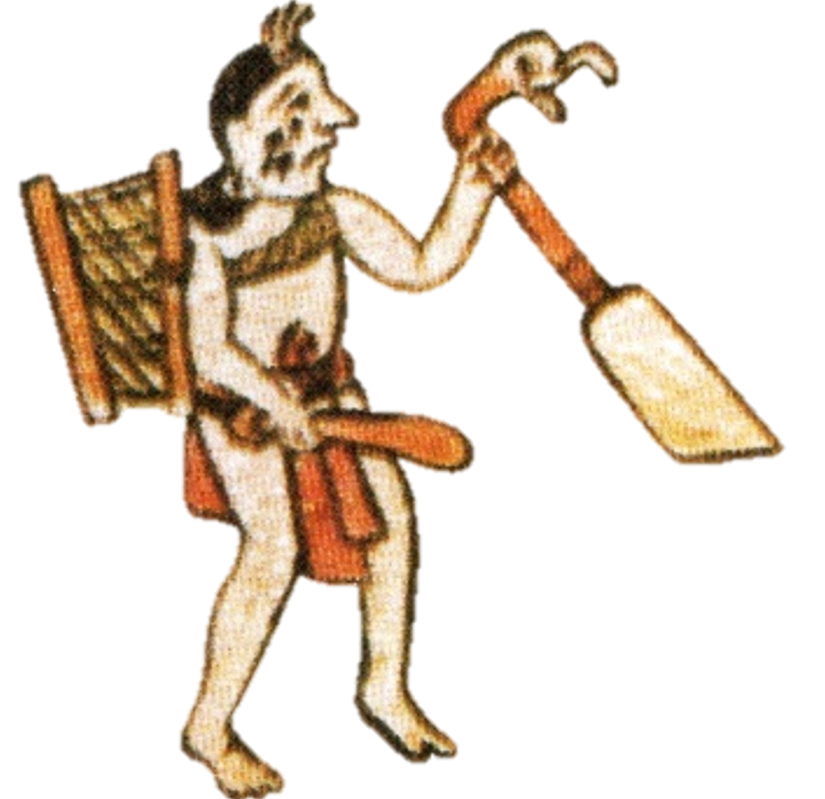
Granjero con un uictli axoquen en su mano y un cacaxtle para cargar en su espalda. Historia tolteca-chichimeca
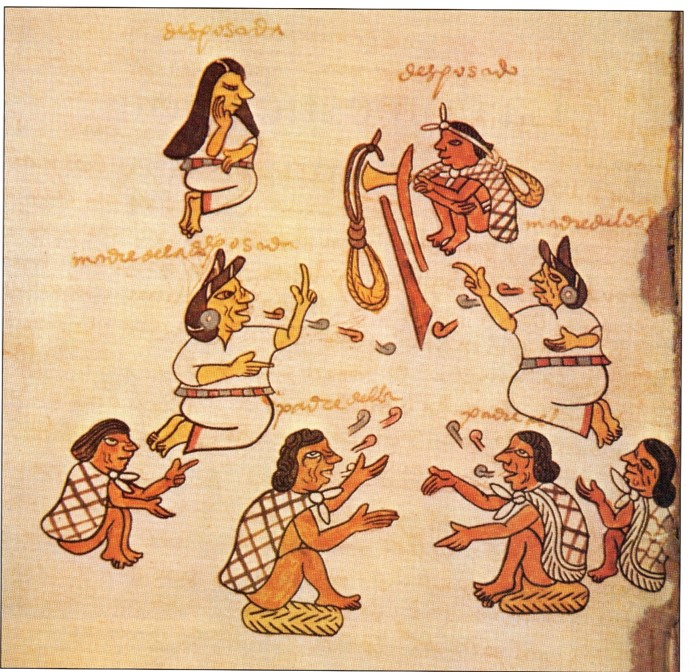
Propuesta de matrimonio por un joven Tlapaneca con sus herramientas de trabajo; tepoztli, uictli y mecapalli. Códice Tudela f.74